# Pungo-Andongo
Pungo-Andongo – miasto w Angoli, w prowincji Malanje.